# Mur-rideau
 (avril 2019).

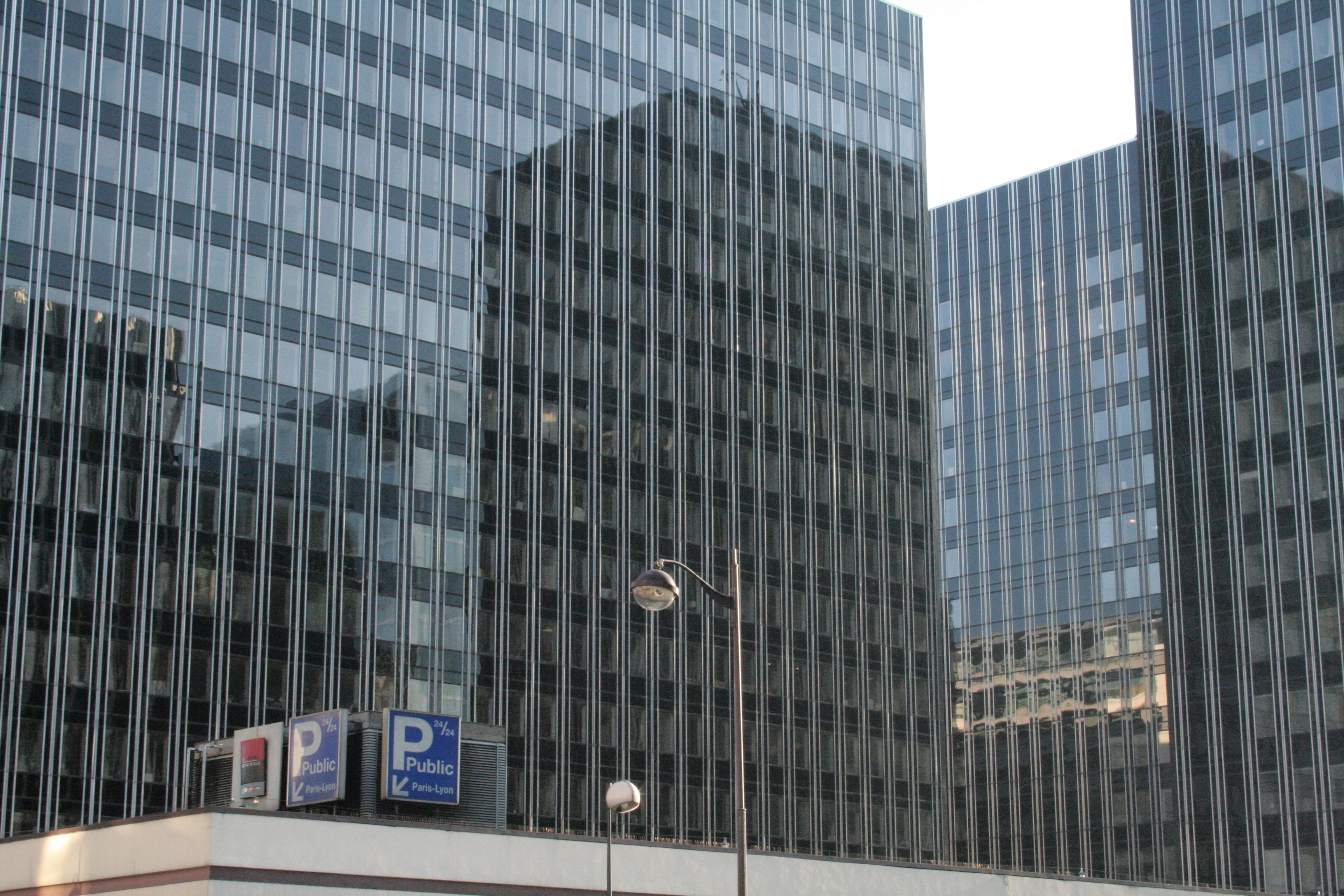
Murs-rideau à Paris.

Le mur-rideau (aussi appelé « façade rideau ») est un type de façade légère. C'est un mur de façade qui assure la fermeture de l'enveloppe du bâtiment sans participer à sa stabilité (les charges étant transférées à la fondation principale par des raccordements aux planchers ou aux colonnes du bâtiment). Les panneaux sont donc appuyés, étage par étage, sur un squelette fixe.

## Définition

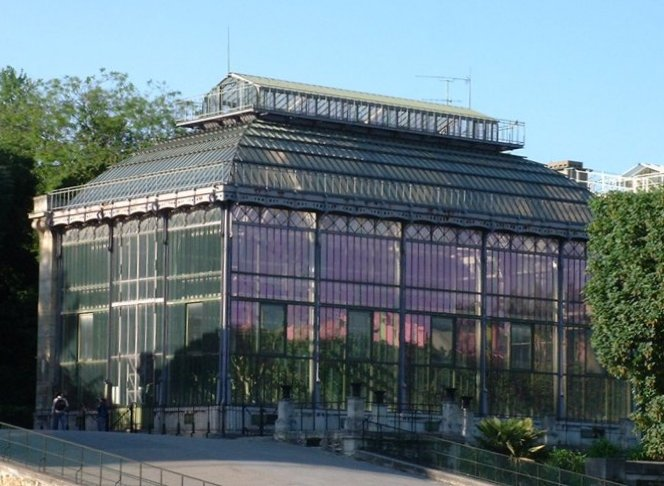
La serre mexicaine du Jardin des plantes, construite de 1834 à 1836.

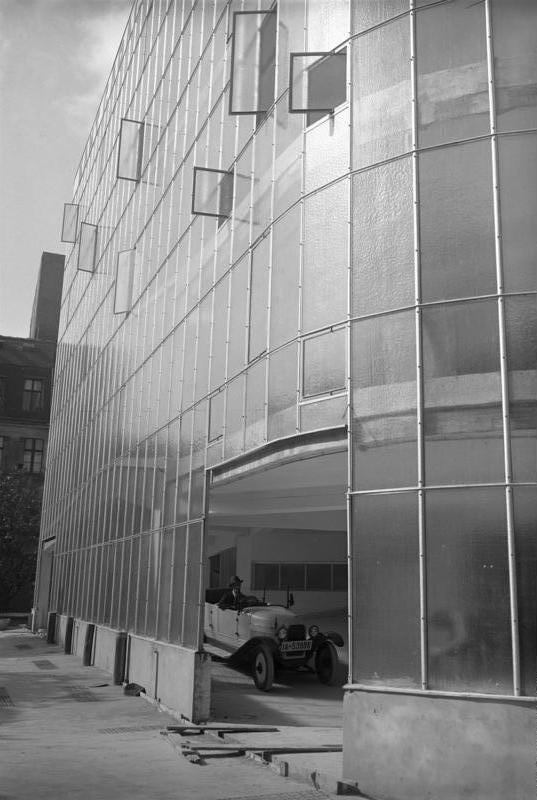
Le mur rideau du Kant-Garage (Parking à étages), Berlin (1930).

L’armature des murs rideaux est principalement constituée de cadres d’aluminium extrudé, bien que les premiers murs rideaux aient été constitués d'acier (comme la serre mexicaine du Jardin des plantes, œuvre de Charles Rohault de Fleury, construite de 1834 à 1836 et précurseur de l’architecture métallique en France).
Un mur rideau est conçu pour résister :
1. à l'infiltration et l’exfiltration d'air (l'air peut traverser le mur rideau par les garnitures des meneaux et des traverses, ainsi que les éventuels défauts dans le calfeutrage. Aux États-Unis, c’est l’American Architectural Manufacturers Association (AAMA) qui régit les niveaux acceptables d'infiltration d'air dans les murs rideaux.) et d'eau (pluie, eau d’infiltration, eau de condensation, neige, glace, etc.) ;
2. à la force des vents, voire de force d'ouragan : les charges de vent varient considérablement d’une région à l’autre, les plus fortes charges apparaissant près des côtes dans des régions enclines aux cyclones tropicaux. (Par pays ou zones climatiques, il existe des Codes de bâtiment déterminant les normes de résistance obligatoires pour la réalisation de projets spécifiques) ;
3. à la dilatation et la contraction thermique ;
4. aux séismes ;
5. aux projectiles éoliens et autres chutes aériennes ;
6. au feu ;
7. aux explosions : le mur rideau doit résister au souffle d’explosions, tant accidentelles que de nature terroriste ;
8. aux mouvements de la construction tel le fluage du béton. Il doit également supporter des charges ponctuelles comme les nacelles de nettoyage, par exemple.

Afin de garantir une imperméabilité à toute épreuve, les murs rideaux sont munis de garnitures d’étanchéité. Il en existe de plusieurs sortes : 
- sèches : garnitures en néoprène, EPDM, Santoprene, silicone, PVC ou polychlorure de vinyle, hypalon, etc.
- en ruban : préformés, etc.
- en pâte : silicone, polyuréthane, polysulfide, acrylique, latex, etc.

## Différents modèles

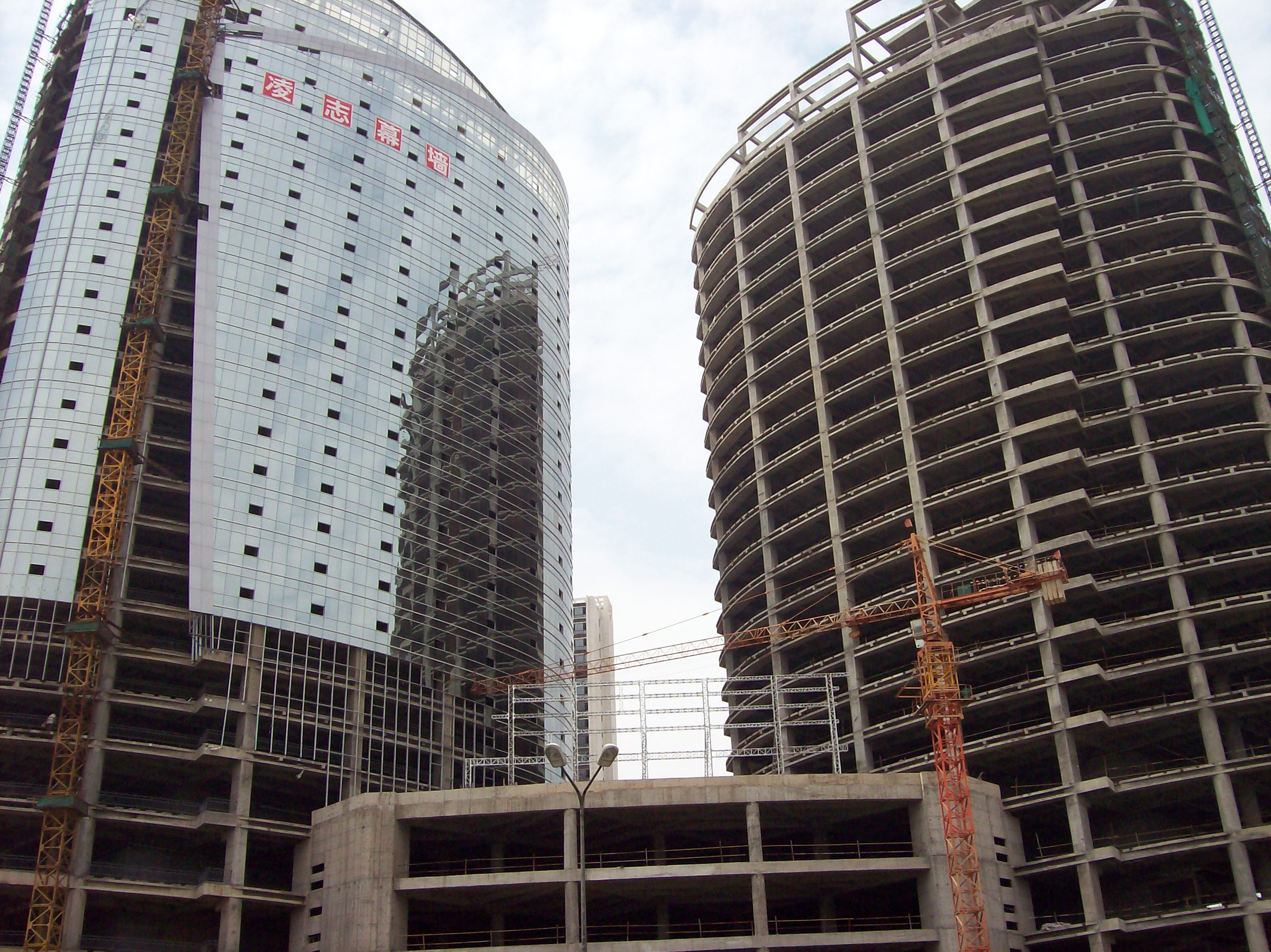
Un chantier à Wuhan en Chine. La différence d'avancement des travaux entre les deux tours montre la relation entre la structure porteuse (à droite) et le mur rideau (à gauche).

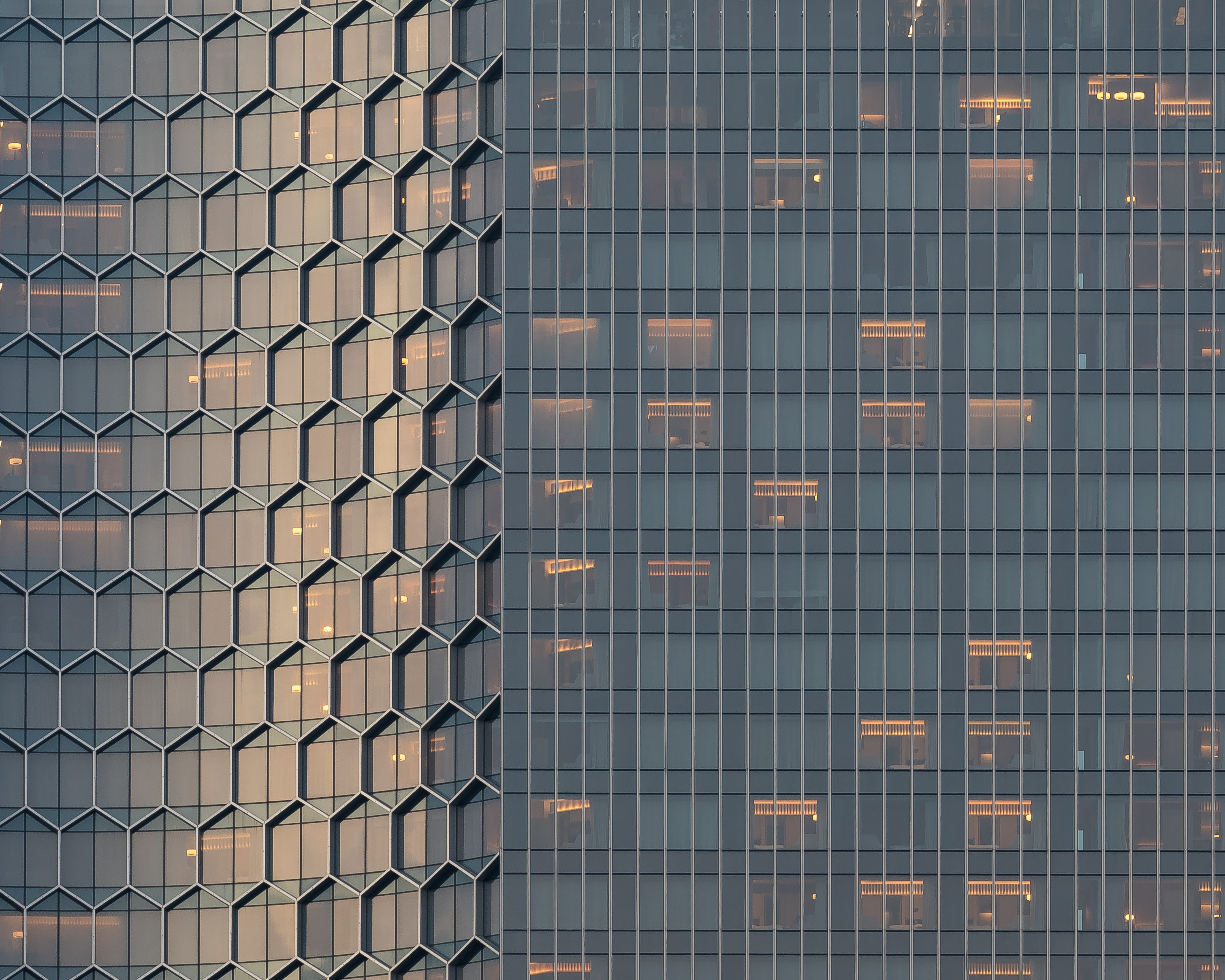
Mur-rideau de vitres à l'hotel Andaz de Singapour. Réflexions du soleil sur la façade en verre arrondie structurée en nid d'abeille, mélangés à la lumière intérieure à travers les fenêtres, au coucher du soleil. Juin 2018.

Il existe différents modèles de murs rideaux : 
1. Les murs-rideaux de type résille à ossature d’aluminium autoporteuse (système aussi appelé « stick », en anglais) assemblés et livrés au chantier en pièces détachées. Ils sont composés de longs profils verticaux appelés « meneaux » et des horizontaux appelés « traverses ». Ce système présente généralement l’avantage d’être le plus économique sur le marché, au détriment du temps d’installation nécessaire et au prix d’une architecture plus lourde.
2. Les murs rideaux de type résille à ossature d’aluminium autoporteuse assemblés en usine et livrés sur le chantier comme unité complète (aussi appelé « unité scellée » ou «murs rideaux préfabriqués» ou « unitized or preglazed », en anglais). D’installation rapide, ils présentent également l’avantage de permettre un contrôle de la qualité puisque fabriqué en usine sous conditions contrôlées. Cependant, leurs manipulations de transport des pièces préassemblées nécessitent des équipements lourds, comme des grues, etc.
3. Enfin, les murs rideaux hybrides, qui eux se situent à mi-chemin entre un système « stick » et un système « unitized ». Ils utilisent une structure de mur rideau conventionnelle sur laquelle l’on vient fixer un cadre muni d'un vitrage assemblé en usine. Toujours d’installation simple et rapide, aucun profilé d'aluminium n'est visible de l'extérieur. De plus, lors d'un bris, le travail de remplacement d'un verre s'effectue en quelques minutes et ce, contrairement au système conventionnel siliconé, fait au chantier, qui exige beaucoup de travail.

Outre ces trois grands systèmes de murs rideaux, citons également les serres, les lanterneaux et les solariums.

## Technique de production
L'installation d'un mur-rideau dépend du type de système utilisé et du matériau de revêtement sélectionné. Cependant, voici les étapes de base impliquées dans l'installation d'un mur-rideau typique :
1. Conception : Le processus commence par la conception de la façade du bâtiment. Les plans détaillés sont élaborés pour déterminer la taille et la disposition des panneaux, ainsi que les connexions nécessaires entre les panneaux et la structure du bâtiment.
2. Fabrication : Les panneaux de verre, d'aluminium ou d'autres matériaux sont ensuite fabriqués selon les spécifications de conception.
3. Installation du cadre : La structure de support est installée sur le bâtiment. Le cadre est généralement en aluminium et sert de support aux panneaux.
4. Installation des panneaux : Les panneaux sont ensuite installés sur le cadre. Cela peut être fait de différentes manières selon le système utilisé. Les panneaux de verre sont généralement maintenus en place par des cadres de support en aluminium, tandis que les panneaux en aluminium peuvent être fixés directement au cadre.
5. Étanchéité : Une fois les panneaux installés, les joints sont scellés pour empêcher l'eau et l'air de pénétrer dans le bâtiment.
6. Tests et vérifications : Des tests sont effectués pour s'assurer que le mur-rideau est correctement installé et qu'il fonctionne conformément aux normes de sécurité et de performance requises.

Le processus d'installation d'un mur-rideau peut être complexe et nécessite souvent une expertise et une expérience spécialisées pour garantir un résultat réussi et durable.

## L’étanchéité
L’étanchéité est la préoccupation principale dans la fabrication et l’installation des murs rideaux. L’on distingue deux principes :
1. L’étanchéité par occlusion : ce principe consiste à essayer d'étancher toute la surface externe d'un mur de manière parfaite. Étant très difficile à réaliser cette méthode donne des résultats peu fiables.
2. Le principe de l'« écran pluvial » : Dispositif le plus commun, consiste à créer une chambre d'air, appelée chambre d'équilibre des pressions, derrière le revêtement pare-pluie. On crée des ouvertures dans le revêtement pare-pluie pour que la pression positive créée par le vent sur les surfaces externes s'équilibre avec la pression négative que l'on retrouverait normalement derrière l'écran pare-pluie. Pour être efficace cette cavité doit comporter une ligne pare-air étanche du côté intérieur de la cavité.

A- Profilé. 
B- Pare-air/pare-vapeur. 
C- Vitres de l'unité scellée. 
D- Pare-pluie. 

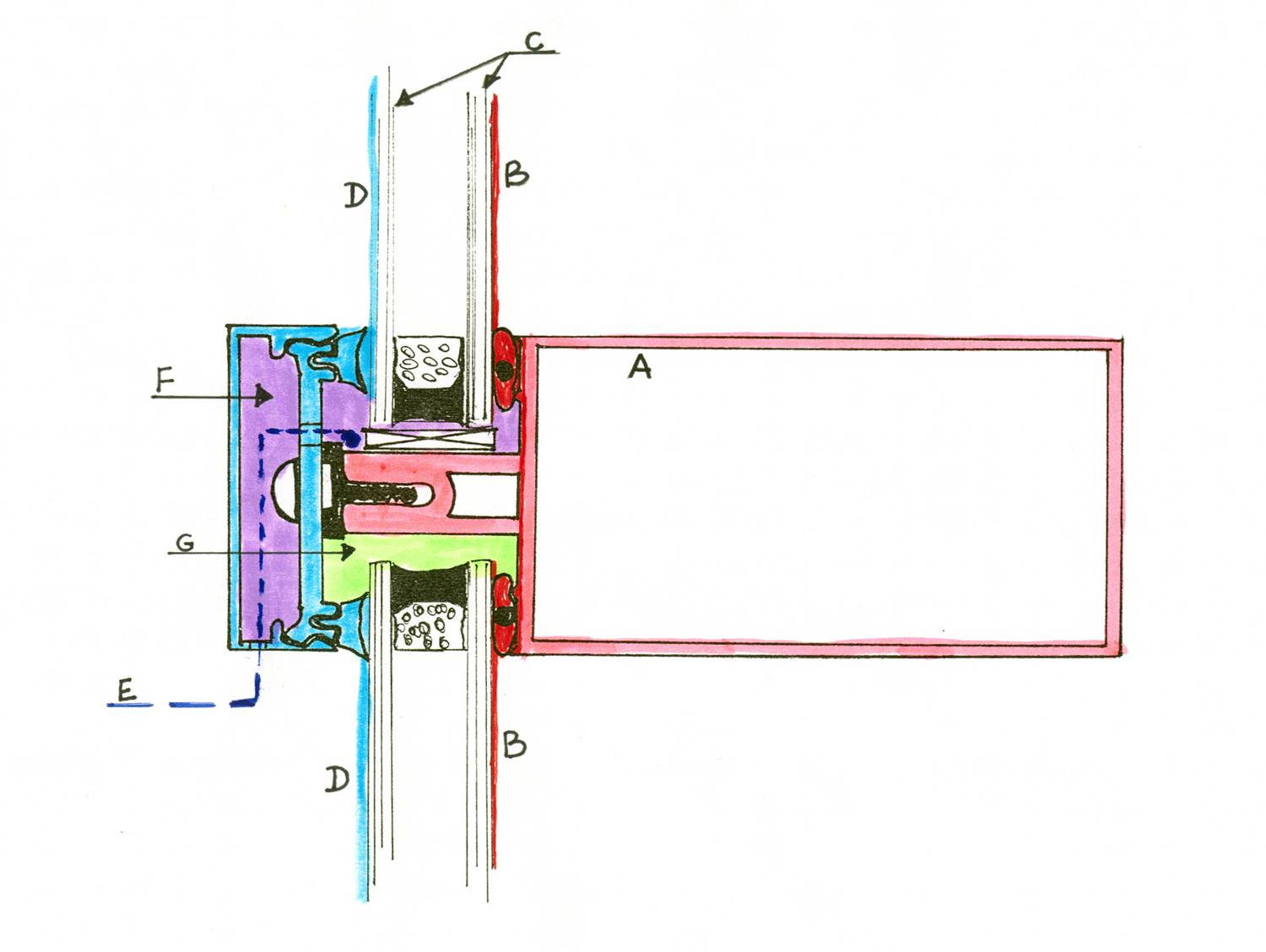
Écran pare-pluie.

E- Trou d'égouttement d'eau et d'entrée d'air pour la chambre d'équilibre des pressions. 
F- Cavité du haut (chambre d'équilibre des pressions). 
G- Cavité du bas.

## Assemblage de différents panneaux
Aujourd’hui, le verre agit comme isolant, autant thermique (le double et triple vitrage réduit les déperditions de chaleur) que phonique (isolation acoustique) et les dernières recherches en matière d’innovation technologiques donnent lieu à des produits de plus en plus écoénergétiques, comme :
- des panneaux à très faible émissivité : soit des verres avec des enduits permettant de réduire considérablement la charge thermique d’un bâtiment. Des études ont démontré des capacités de réduction de la charge thermique pouvant aller jusqu’à 28 % ;

- des panneaux à verres chauffants : les fenêtres chauffantes peuvent être avantageusement utilisées comme mode de chauffage d’appoint sans que la facture énergétique annuelle n’augmente. Le verre chauffant améliore le confort, permettant de baisser la température ambiante. Une baisse de 1 °C de la température de la pièce réduit les frais de chauffage, dans les pays nordiques, de 5 à 7 % ;

- des panneaux de verre à vénitiennes intégrées : panneaux utilisés pour permettre le contrôle de l’ensoleillement, en particulier dans les endroits où le contrôle de la poussière est important (hôpitaux, centres de santé, laboratoires médicaux, etc.) ;

- des panneaux électrochromatiques : soit des panneaux à luminosité variable, technologie obtenue par l’application d’un courant électrique à intensité variable permettant d’obscurcir les panneaux vision à volonté ;

- des panneaux de verres autonettoyants : traités avec un procédé chimique empêchant la poussière de s’accumuler tandis que l’eau qui s’écoule plus facilement, se répartit sur l’ensemble du verre et retire les saletés qui s’y sont accrochées. Destinés tant au résidentiel qu’au tertiaire, ces derniers devraient séduire les différents acteurs de l’industrie de la construction (architectes, maîtres d'œuvre, etc.) pour sa facilité, tant dans la réduction induite des coûts de fonctionnement du bâtiment, que du confort ou de l’amélioration de l’aspect visuel ;

- des panneaux vitrés à cristaux liquides : conçus sur base de la technologie des écrans à cristaux liquides et comme leur nom l’indique, incluent des cristaux liquides sous forme de gouttelettes dans un polymère transparent entre deux électrodes. Mis sous tension, ils permettent au verre de passer d’un état translucide à opalin (dépoli), sans modification de la luminosité. Cette technologie permet donc de protéger instantanément des regards indiscrets, certaines pièces d'habitation, bureaux ou locaux industriels demandant un certain niveau de sécurité.

Les panneaux de verres peuvent se présenter comme des fenêtres très différentes : fixes, basculantes, ocillobattantes, etc. 
Il existe également différents types de vitrages : transparents, translucides, opaques (selon des degrés variables), simples, doubles ou triples, laminés (sandwich de deux ou plusieurs feuilles assemblées), teintés (grâce à différents pigments, il est possible de fabriquer des vitrages teintés de presque quelque couleur que ce soit), isolants (il existe différents types d’isolation thermique : à l’aide d’un gaz inerte comme l’argon, par exemple), armés, trempés, feuilletés, scellés (composés de plusieurs feuilles séparées par espace d’air scellé hermétiquement et muni d’un intercalaire dessicant), réfléchissants (grâce à une fine pellicule d’oxydes métalliques), sérigraphiés, etc.
Tout dernièrement, une grande entreprise lançait sa dernière innovation : le verre antibactérien. En effet, des chimistes sont parvenus à modifier du verre pour lui permettre de tuer, par simple contact, les bactéries qui abondent à sa surface. Le verre est donc muni de propriétés anti-bactériennes. Le résultat semble très positif, puisque 94 à 99 % des bactéries n’y ont pas survécu. On imagine facilement l’intérêt de cette nouvelle découverte dans l’industrie de la santé, dans les garderies, écoles ou endroits sujets aux infections nosocomiales.
Mais, les murs rideaux ne sont pas exclusivement composés de panneaux en verres. En effet, les panneaux préfabriqués peuvent également être constitués de parements de pierre (marbre, travertin, pierre à chaux, granite, par exemple), d’aluminium, de céramique, d’acier ou d’autres matériaux étanches choisis par l’architecte. Toutes ces possibilités peuvent se combiner pour donner lieu à des projets uniques.

## Avantages écoénergétiques
Dans la construction d’un édifice, la fonction « enveloppe » du bâtiment désigne l'interface avec l'extérieur.
L'amélioration des performances thermiques de l’immeuble peut être obtenue par l'isolation, le traitement des ponts thermiques, la maîtrise des transferts d'air et d'humidité, l'amélioration des vitrages, etc. 
Elle peut également être obtenue par le choix judicieux du revêtement, et actuellement, l’utilisation des murs rideaux n’est plus juste une question d’esthétisme ou de mode, c’est désormais un choix calculé et rentable.
Les fenêtres et puits de lumière écoénergétiques aident à économiser tout en réduisant la quantité d'énergie nécessaire au chauffage et à la climatisation. Ils accroissent le niveau confort en réduisant les courants d'air et en atténuant les bruits ambiants extérieurs. Ils entraînent également une formation moins importante de condensation sur la vitre et les cadres.
D’un autre côté, l’on constate que, de plus en plus, les employés ont tendance à préférer des environnements de travail plus clairs, à condition que le niveau accru de lumière ne cause pas de reflets. L’utilisation de murs rideaux permet à la lumière du soleil d’entrer dans le bâtiment en remplaçant très avantageusement l'éclairage artificiel. Certaines études[Lesquelles ?] vont même jusqu’à prétendre que l’utilisation des murs rideaux et donc le fait de laisser entrer plus de lumière du jour dans les bureaux procurerait une augmentation de productivité des employés de 6 à 16 %.